# Börnchen (Bannewitz)
Börnchen ist ein Ortsteil der sächsischen Gemeinde Bannewitz im Landkreis Sächsische Schweiz-Osterzgebirge.

## Geografie
Börnchen ist ein kleines Straßenangerdorf, das sich in östliche Richtung vom Höhenrücken der Karsdorfer Verwerfung (Lerchenberg, 420 m ü. NHN) in Richtung Wilmsdorf erstreckt. Seine Gemarkung besteht aus einer gewannartigen Waldhufenflur.
Die Siedlung Rundteil befindet sich 500 m südöstlich vom Dorfmittelpunkt, an der Bundesstraße 170, wo auch der gleichnamige Gasthof existiert.
Der Ort liegt auf etwa 380 m und befindet sich im Vorland des Osterzgebirges. In Börnchen entspringt der Poisenbach, der in Deuben in die Weißeritz mündet.

### Nachbarorte
| Obernaundorf | Wilmsdorf                                   | Possendorf |
| Oelsa        | Kompassrose, die auf Nachbargemeinden zeigt | Kleba      |
| Oelsa        | Karsdorf                                    | Quohren    |

## Geschichte
Börnchen wurde im Jahr 1312 das erste Mal urkundlich erwähnt. Der Name leitet sich ab von Born im Sinne von Quelle. Das Dorf gehörte weitgehend zur Pflege bzw. zum Amt Dresden. Ab 1875 zur Amtshauptmannschaft Dresden gehörig, war Börnchen ab 1952 Teil des Kreises Freital. Die Grundherrschaft lag beim Rittergut Kleincarsdorf.
Im Jahr 1970 wurde Börnchen nach Possendorf eingemeindet, welches am 1. Januar 1999 ein Teil von Bannewitz wurde. Börnchen war und ist zur Kirchgemeinde Possendorf gepfarrt.
Am 31. Dezember 2012 hatte der Ortsteil Börnchen 232 Einwohner.

## Gaststätten
- Gasthof Börnchen
- Berg-Gasthof Lerchenberg
- Gasthaus Rundteil

## Söhne und Töchter des Ortes
- Curt Querner (* 1904 in Börnchen; † 1976), Kunstmaler